# 쇼가와촌
쇼가와촌(庄川村)은 니가타현 미나미칸바라군에 있던 촌이다. 1934년 2월 1일에 인접한 미쓰케정에 편입되었다.

## 역사
- 1889년 4월 1일 - 정촌제 시행에 의해 미나미칸바라군 쇼가와촌이 성립하였다.
- 1934년 2월 1일 - 미쓰케정에 편입해 폐지되었다.